# Spy Myung-wol
Baby Faced Beauty Poseidon
Spy Myung-wol (en hangeul : 스파이 명월 ; en hanja : 스파이明月 ; RR : Seupa-i Myeong-wol) est une série télévisée sud-coréenne en 18 épisodes diffusée entre le 11 juillet et le 6 septembre 2011 sur la chaîne KBS2. Elle met en vedette les acteurs Han Ye-seul, Eric Mun et Lee Jin-wook.

## Synopsis
Han Myung-wol, belle une espionne nord-coréenne, est infiltrée au Sud dans le but d'enlever Kang Woo, un acteur populaire de hallyu. Mais elle finira par tomber amoureuse de lui.

## Distribution
- Han Ye-seul : Han Myung-wol
- Eric Mun : Kang Woo[3]
- Lee Jin-wook : Choi Ryu[4]
- Jang Hee-jin : Joo In-ah
- Lee Deok-hwa : Chairman Joo
- Jo Hyung-ki : Han Hee-bok
- Yu Ji-in : Rhee Ok-soon
- Lee Kyun : Lee Dae-kang
- Park Hyun-sook : Kyung Jae-in
- Shin Seung-hwan : Bang Geuk-bong
- Son Eun-seo : Yoo Da-hae
- Lee Byung-joon : Yoo Jung-shik
- Lee Ji-hoon : Kwak Ji-tae
- Cha Seung-joon : Jang Han-soo
- Kim Ha-kyun : Kim Young-tak
- Jung Da-hye : Kim Eun-joo
- Kim Ga-young : Joo Kyung-joo
- Kim Sung-oh : acteur dans le film d'action (caméo, ép. 1)
- Shin Bora : candidate auditionnée (caméo, ép. 9 )

## Audience
| Date             | Épisode | Part d'audience à l'échelle nationale | Part d'audience à Séoul |
| ---------------- | ------- | ------------------------------------- | ----------------------- |
| 11 juillet 2011  | 1       | 9,6 % (18e)                           | 10,6 % (13e)            |
| 12 juillet 2011  | 2       | 7,6 %                                 | 7,8 % (19e)             |
| 18 juillet 2011  | 3       | 5,9 %                                 | 7,7 %                   |
| 19 juillet 2011  | 4       | 6,4 %                                 | 6,5 %                   |
| 25 juillet 2011  | 5       | 8,3 % (16e)                           | 10,0 % (11e)            |
| 26 juillet 2011  | 6       | 7,6 %                                 | 8,7 % (17e)             |
| 1er août 2011    | 7       | 7,3 % (20e)                           | 8,4 % (14e)             |
| 2 août 2011      | 8       | 7,3 %                                 | 7,3 % (20e)             |
| 8 août 2011      | 9       | 6,8 %                                 | 8,8 %                   |
| 9 août 2011      | 10      | 8,1 % (20e)                           | 10,1 % (11e)            |
| 15 août 2011     | spécial | 5,6 %                                 | 9,1 %                   |
| 16 août 2011     | 11      | 5,9 %                                 | 9,2 %                   |
| 22 août 2011     | 12      | 5,8 %                                 | 7,7 % (19e)             |
| 23 août 2011     | 13      | 6,6 %                                 | 7,8 % (19e)             |
| 29 août 2011     | 14      | 5,3 %                                 | 8,8 %                   |
| 30 août 2011     | 15      | 6,3 %                                 | 8,1 %                   |
| 5 seprembre 2011 | 16      | 5,6 %                                 | 7,6 %                   |
| 6 septembre 2011 | 17      | 9,1 %                                 | 7,6 %                   |
| 6 septembre 2011 | 18      | 6,0 %                                 | 7,6 %                   |
| Moyenne          | Moyenne | 7,1 %                                 | -                       |

Source : TNmS Media Korea

## Bande son
1. 사랑이 무서워 (Afraid of Love) (Title) – Bobby Kim
2. 세상 그 누구보다 (More Than Anyone in the World) – Lena Park
3. 더 사랑한다면 (If You Love Me More) – Ryeowook
4. 사랑 할 수 있을 때 – Bobby Kim et Gilme
5. I LOVE YOU – Narsha feat. Miryo
6. 이 느낌
7. 스파이 명월
8. 하루
9. I LOVE YOU (Inst.)
10. 사랑 할 수 있을 때 (Inst.)
11. 더 사랑한다면 (Inst.)
12. 세상 그 누구보다 (Inst.)
13. 사랑이 무서워 (Inst.)

## Controverse
À la suite d'un différend avec le réalisateur Hwang In-hyuk au sujet des conditions de tournage, l'actrice Han Ye-seul ne se rend pas à la session de tournage prévues les 14 et 15 août 2011, puis s'envole pour les États-Unis le 16 août. Du fait de son absence, KBS2 annule la diffusion d'un épisode, qu'elle remplace par une émission spéciale retraçant les moments forts de la série. Il s'agit de la première fois qu'un acteur quitte le tournage d'un drama coréen. Menacée de poursuites judiciaires, Han reprend le tournage le 18 août et présente ses excuses à ses fans,,,,.

## Diffusion internationale
La série Spy Myung-wol a été diffusée dans les pays suivants :
- Thaïlande : sous le titre สายลับหน้าใส พิชิตใจซูเปอร์สตาร์ (Sailab Nasai Pichitjai Superstar)[10] sur la chaîne Channel 7 à partir du 30 janvier 2014 ;
- Malaisie : sous le titre Spy Myung-Wol[11] sur la chaîne TV2 à partir du 23 avril 2016.